# Circolare 200
Il 6 gennaio 1931 lo Stato Maggiore del Regio Esercito emise una circolare con numero di protocollo 200 con cui venne dato l'avvio alla realizzazione del Vallo Alpino, il sistema di fortificazioni permanenti destinato alla difesa dei confini terrestri italiani da Ventimiglia a Fiume.
La Circolare 200 fornisce le direttive per la realizzazione della prima generazione di fortificazioni permanenti in ambiente montano, dette opere tipo 200, comprendenti centri di resistenza, batterie in caverna, ricoveri per truppe di contrattacco e osservatori.

## Estremi della circolare
| Autorità emittente        | MINISTERO DELLA GUERRA Comando del Corpo di Stato Maggiore - Ufficio Operazioni |
| Luogo di emissione e data | Roma, 6 gennaio 1931 - IX                                                       |
| Protocollo                | N° 200 di prot. RISERVATO                                                       |
| Allegati                  | Annessa una busta con cinque allegati                                           |
| Oggetto                   | Direttive per l'organizzazione difensiva permanente in montagna                 |
| Firma                     | IL CAPO DI STATO MAGGIORE DELL'ESERCITO A. Bonzani                              |

## Sintesi del documento
La Circolare 200 è organizzata su cinque commi che forniscono prescrizioni di carattere generale ed è completata da cinque allegati comprendenti 28 tavole che forniscono prescrizioni specifiche.

### Circolare 200 - Direttive per l'organizzazione difensiva permanente in montagna
1. Le presenti direttive si riferiscono a zone montane caratterizzate da:
  - terreno scoperto, tale da consentire esteso e libero campo di vista e di tiro;
  - possibilità di postazioni di batterie nemiche, a distanza di tiro di precisione, contro elementi della difesa.
2. La fisionomia complessiva di un sistema difensivo fortificato, a sbarramento di tali zone deve essere, nelle sue linee generali, quella stessa di una normale sistemazione difensiva campale.
La sua ossatura principale, costituita da opere permanenti costruite sin dal tempo di pace, dovrà essere completata, in periodo di tensione diplomatica, od all'apertura delle ostilità, con opere campali.
3. Nel complesso il sistema difensivo fortificato comprenderà:
  - Una posizione di resistenza formata da due parti parallele.
 Sulla parte anteriore, profonda da 300 a 400 metri, si intende stroncare l'attacco nemico con il fuoco incrociato delle armi installate nei centri di resistenza realizzati nella parte stessa evitando soluzioni di continuità nelle zone battute. I centri dovranno essere costruiti in modo da poter agire anche dopo il tiro di preparazione nemico, dovranno quindi essere di minime dimensioni e alla prova di tutti i calibri. Le feritoie dovranno avere piccole dimensioni ed essere difficilmente imboccabili, quindi si consiglia di organizzarle esclusivamente per i tiri di fianco o di rovescio. Anche dove si ritiene conveniente il tiro ad azione frontale, la maggior parte delle armi dei centri dovrà avere azione di fianco o di rovescio sia per ottenere un fitto incrocio del fuoco, sia per garantire l'appoggio reciproco tra i centri contigui. Dato che la parte battuta dai centri di resistenza è sottoposta anche al tiro delle mitragliatrici e delle artiglierie postate a tergo della parte medesima, ogni centro di resistenza dovrà presentare sul fronte di gola il minimo di aperture, da chiudersi con porte corazzate alla prova almeno dei tiri di mitragliatrice e delle schegge di artiglieria. L'insieme dei centri di resistenza costituisce la parte principale dell'ossatura del sistema fortificato: la costruzione dei centri assume quindi carattere prioritario. Nella parte anteriore, oltre ai centri di resistenza, si potranno pure costruire ostacoli passivi permanenti, come quelli contro i carri armati, e ostacoli passivi campali quali i reticolati.
 Nella parte posteriore, profonda da 500 a 600 metri, si dovranno postare altre mitragliatrici con azione sulla parte anteriore e organizzare l'azione diretta della fanteria per ricacciare, col fuoco e col contrattacco, il nemico che fosse riuscito a superare la parte anteriore. Le opere permanenti da costruire nella parte posteriore consisteranno in postazioni protette per mitragliatrici pesanti collegate con ricoveri alla prova per il personale e in ricoveri alla prova per le truppe di contrattacco. L'ossatura permanente di questa zona dovrà poi essere completata con costruzioni a carattere campale.
 A completare, sulla parte anteriore, l'azione dei centri di resistenza e delle mitragliatrici pesanti in posizione protetta, potranno essere costruite, nella posizione di resistenza, batterie di piccolo calibro in caverna od in casamatta, con azione d'infilata su lungo tratto della parte anteriore e della zona di sicurezza che la precede, nonché osservatori alla prova e collegamenti principali.
  - Una zona di schieramento a tergo della posizione di resistenza ove si schierano la massa delle artiglierie della difesa e le truppe di fanteria destinate ad alimentare e sostenere la difesa nella posizione di resistenza. Le opere permanenti da costruirsi in questa zona consisteranno in postazioni allo scoperto per artiglierie, ricoveri per i serventi e riservette per munizioni, sbancamenti, caverne, e, quando necessario, ricoveri per truppe di fanteria, osservatori, strade e collegamenti principali.
  - Una zona di sicurezza antistante ove, normalmente, l'azione delle nostre truppe sarà limitata a mantenere, nei primi momenti dell'attacco, il contatto col nemico, sorvegliarne i movimenti e, in condizioni favorevoli, rallentarne l'avanzata con azioni di fuoco e con ostacoli passivi. In questa zona le opere permanentisi limiteranno a quelle necessarie per le interruzioni stradali ed agli ostacoli passivi contro i carri armati; eccezionalmente potrà essere costruita qualche opera permanente attiva.
4. Alla analogia esistente tra la fisionomia del sistema fortificato sopra descritto e quella di una sistemazione difensiva campale, fa riscontro uguale analogia nella difesa.
5. In base alle direttive espresse sono stati studiati alcuni tipi di opere permanenti che si annettono a titolo di esempio, poiché ogni singolo elemento dovrà essere oggetto di studio particolareggiato a sé.

### Allegato 1 - Centri di resistenza alla prova di tutti i calibri
L'Allegato 1 fornisce le prescrizioni relative ai centri di resistenza, che costituiscono l'ossatura della prima parte della posizione di resistenza. Devono essere armati con mitragliatrici in postazione casamattata e, in alcuni casi eccezionali, anche con una mitragliatrice in pozzo protetto.

Il fuoco delle mitragliatrici deve costituire uno sbarramento efficace e continuo lungo il margine anteriore e all'interno della posizione di resistenza e deve assicurare l'appoggio reciproco dei centri contigui. L'azione principale dei centri dovrà quindi essere di fianco e di rovescio, mentre l'azione frontale dovrà avere carattere secondario. L'intervallo tra i centri contigui dovrà essere tale da eliminare zone non viste e non efficacemente battute.

Ogni centro di resistenza conterrà il numero di armi necessarie per svolgere il compito assegnato ed avrà caratteristiche tecnico-costruttive diverse a seconda della potenza e dell'adattamento al terreno. Comprenderà postazioni per armi automatiche da ricavarsi in caverna od in calcestruzzo, ed eccezionalmente un pozzo per mitragliatrice allo scoperto, ricoveri per serventi, magazzini viveri e munizioni, deposito di acqua, accesso protetto e battuto; il tutto ricavato, possibilmente, in un masso di roccia oppure in un blocco monolitico di calcestruzzo.

Gli elementi di carattere generale (ricoveri, magazzini, accessi, ecc.) saranno costituiti in modo uniforme, mentre le posizioni casamattate per le armi dovranno avere caratteristiche costruttive diverse col variare dei compiti, della natura e delle forme del terreno.

I blocchi monolitici di calcestruzzo nei quali sono ricavate le postazioni per le armi automatiche dovranno essere addossati a cocuzzoli in terreno ordinario o roccioso che è sempre possibile trovare nella zona montana. Per quanto possibile, i suddetti blocchi dovranno essere ricavati in contropendenza in modo che l'estradosso risulti poco emergente dal terreno sovrastante. Meglio ancora se si potranno trovare considerevoli massi rocciosi nei quali ricavare, in caverna, le suddette postazioni. La massa coprente dovrà avere uno spessore di circa 3 metri, sufficiente per dare la resistenza voluta a tutti i calibri. La copertura delle casematte per mitragliatrici dovrà essere rinforzata all'intradosso con ferri a doppio T posti a contatto e collegati fra loro con tiranti di ferro.
Segue il commento delle tavole che illustrano esempi realizzativi delle varie parti, interne ed esterne di un centro di resistenza.
L'allegato termina con la stima di costo di un centro costruito nel modo indicato nel documento, pari a circa L. 250.000, se completamente in calcestruzzo, e a circa L. 150.000 se in roccia, con le prescrizioni relative al dosaggio ed all'esecuzione delle masse di calcestruzzo e al mascheramento dell'estradosso con coloritura a chiazze a lavoro ultimato.

### Allegato 2 - Postazioni protette per cannoni da 75/27 mod. 906
L'Allegato 2 fornisce le prescrizioni relative alle postazioni di artiglieria in caverna, che devono consentire di battere, con fuochi essenzialmente d'infilata, determinati settori di terreno, di massima nella zona dei centri di resistenza.

Se ne presentano due tipi:
- Il primo, più semplice ed economico, pur avendo l'inconveniente delle ampie cannoniere, troverà larga applicazione quando, per la postazione della batteria ed il suo settore di azione, le cannoniere non possano essere infilate dall'artiglieria nemica.
- Il secondo, a cannoniera molto più piccola, è consigliabile quando non sia possibile scegliere postazioni che soddisfino alla condizione di cui sopra.

Seguono due esempi di installazione con le relative descrizioni e tavole di illustrazione.

#### Primo esempio
Le caratteristiche essenziali di questa installazione sono:
- notevole garanzia di protezione ottenuta, sia mediante piccole dimensioni della cannoniera, sia mediante una piastra dia corazzatura che copra la minima luce che ne risulta;
- semplicità di armamento dell'opera per la facilità e prontezza di ritrarre il pezzo dalla cannoniera, sia per sostituire il materiale guasto, sia per sgombrare dalla cannoniera, con adatto mezzo, le macerie prodotte dai colpi nemici scoppiati al suo interno;
- economia di costo e di tempo per la realizzazione ottenuti coll'utilizzare il materiale da 75/27 Mod. 1906 così come esso è, salvo sostituzione dell'affusto normale con un carrello semplicissimo.

Il pezzo da 75/27 mod. 906 viene smontato del normale affusto a ruote e montato su di un ordinario carrello da ferrovia Decauville al quale viene aggiunta una struttura con ferri a L che porta due orecchioniere sulle quali si impernia la saetta porta culla del cannone per ottenere i movimenti zenitali della bocca da fuoco. I movimenti azimutali sono ottenuti con lo stesso sistema adottato nella costruzione del cannone.

Il pezzo così adattato viene disposto nella caverna a cannoniera di ristrette dimensioni, la cui imboccatura viene chiusa con un piastrone corazzato di 10 cm di spessore a cui viene ancorato l'affusto.

#### Secondo esempio
Le caratteristiche essenziali di questa seconda installazione, rispetto alla precedente, consistono:
- in una maggior garanzia di protezione ottenuta con cannoniera corazzata a doppia svasatura e col portare l'asse virtuale di rotazione del pezzo in corrispondenza dell'asse verticale della sezione più ristretta della cannoniera medesima;
- in una maggior spesa e maggior tempo per la realizzazione.

Il pezzo da 75/27 è conservato sul proprio affusto senza modifiche sostanziali e sfilando le ruote; al vomero viene sostituito un elemento a ruote portanti che scorre su una rotaia curva posteriore, mentre l'assale, tagliato opportunamente, viene sistemato con analogo elemento che scorre su una rotaia curva anteriore. Il centro di curvatura delle rotaie è situato circa due metri davanti all'assale, nell'interno della cannoniera, ed ivi risulta quindi l'asse virtuale di rotazione della bocca da fuoco per gli spostamenti azimutali. Tali spostamenti si comandano mediante un volantino che aziona due rocchetti i quali ingranano in apposita dentatura delle rotaie curve; per gli spostamenti zenitali la bocca da fuoco si serve degli organi normali. 

L'organizzazione suddetta permette di utilizzare una cannoniera a doppia svasatura, le cui dimensioni laterali sono minime (20 cm), mentre quelle verticali sono proporzionate all'ampiezza del settore verticale che si intende assicurare alla bocca da fuoco. La protezione offerta da tale dispositivo viene completata da uno scudo mobile di 10 cm di spessore, che automaticamente segue il pezzo nel suo movimento azimutale.

Piazzola e cannoniera vengono ricavate in un blocco di calcestruzzo opportunamente rinforzato con piastre d'acciaio.

### Allegato 3 - Sistemazioni di artiglierie in postazioni allo scoperto
L'Allegato 3 fornisce le prescrizioni relative alle postazioni per bocche da fuoco allo scoperto, che consistono in una piazzola preceduta da una riservetta per munizioni interrata e protetta. Una tavola annessa presenta un tipo di riservetta per pezzo di medio calibro pesante, del costo stimato di circa L. 40.000.

L'allegato continua fornendo prescrizioni sulle cariche e gli artifizi, che devono essere mantenuti separati dai proietti in apposite riservette (una ogni due pezzi) poste negli intervalli fra i pezzi stessi, e sui ricoveri per il personale e il comando della batteria.

### Allegato 4 - Ricoveri alla prova per truppe di contrattacco
L'Allegato 4 fornisce le prescrizioni relative ai ricoveri alla prova per le truppe di contrattacco, da costruirsi nella parte posteriore della posizione di resistenza, costituiti da una galleria alla prova della larghezza di metri 1,80 e della lunghezza di metri 20 circa, capace di dare ricovero ad un plotone di fanteria su due righe di uomini seduti.

Le tavole annesse illustrano un esempio di ricovero in terreno scoperto, del costo di L. 80.000 circa, e di un ricovero ricavato in roccia buona, del costo di L. 40.000 circa.

### Allegato 5 - Osservatori
L'Allegato 5 fornisce le prescrizioni relative agli osservatori, che sono di due tipi:
- piccolo per osservatori isolati e per batteria, di dimensioni più ridotte possibili;
- grande per gli osservatori del comando di settore, di gruppo o di raggruppamento, di dimensioni maggiori.

Detti osservatori possono poi essere:
- in pozzo con cupola corazzata, quando il campo di vista dell'osservatorio debba essere molto grande;
- in caverna blindato, quando il settore di sorveglianza sia ristretto ovvero il terreno presenti possibilità di osservazione in varie direzioni.

#### Osservatorio piccolo in pozzo con cupola corazzata - Tipo A
È costituito da una cupola corazzata delle spessore di 20 cm e del diametro interno minimo di 0,86 m con tre feritoie munite di sportelli chiudibili dall'interno.

L'accesso alla cupola, che può contenere un osservatore, un goniometro, un apparato telefonico, avviene a mezzo di pozzo delle dimensioni di 0,8 x 0,8 m, partente dal ricovero. 

Il ricovero è ricavato a 6 m di profondità, ha le dimensioni di 2,2 x 2,2 m e può contenere tre lettini sovrapposti, un tavolo, 1 m3 di materiale ed un telefono o centralino telefonico.

Le tavole annesse riportano un tipo di osservatorio per terreno piano poco compatto, dove tanto il ricovero che il pozzo sono rivestiti di calcestruzzo dello spessore rispettivamente di metri 1 e 1,35, che li rende adatti a resistere a colpi di medio calibro. Il costo stimato è di L. 90.000.

#### Osservatorio piccolo in caverna blindato - Tipo B
È costituito in modo analogo all'osservatorio in cupola ed ha quindi una scaletta di accesso ad un ricovero di 2,2 x 2,2 m dal quale parte un pozzo di 0,8 x 0,8 m alto 4,5 m.

La camera di osservazione (da ricavarsi collo scalpello e non con petardi da mina) è spinta molto in avanti, in modo da avere un diaframma di roccia di un solo metro di spessore per limitare così, al minimo, la svasatura della feritoia. Per renderla più atta a resistere ai colpi di medio calibro, la piastra è rivestita con piastre metalliche frontali di 20 cm di spessore, appoggiate a piastre laterali di spessore decrescente da 20 a 15 cm. Le piastre frontali e laterali sono poi tenute a posto da piastre superiori dello spessore di 15 cm che fanno da sostegno alla massa coprente, la quale deve avere un minimo di 4 m di spessore.

Il ricovero è analogo a quello dell'osservatorio piccolo in cupola corazzata.

Le tavole annesse riportano un tipo di osservatorio piccolo blindato, in caverna, in roccia di media compattezza. Il costo stimato è di L. 65.000.

#### Osservatorio grande in pozzo con cupola corazzata - Tipo C
La cupola corazzata, del diametro interno minimo di 120 cm e dello spessore di 25 cm con tre feritoie munite di sportelli chiudibili dall'interno, può contenere due osservatori, uno con goniometro e l'altro con cannocchiale ricercatore e uno o due apparati telefonici.

Ha poi due ricoveri (anziché uno) di metri 3 x 2,50, i quali permettono di ricavare sei lettini alla marinara (3 per ricovero) e di contenere due centralini telefonici, 3 m3 di materiali vari, un tavolo e sei uomini. 

Le scale di accesso al ricovero ed al pozzo hanno dimensioni di metri 0,90 per rendere più facile l'afflusso del personale. Il costo stimato è di L. 110.000.

#### Osservatorio grande in caverna blindato - Tipo D
Le dimensioni sono le stesse dell'osservatorio analogo in cupola per quanto riguarda la scala d'accesso, i ricoveri ed il pozzo. La camera di osservazione ha le dimensioni di metri 1,5 x 1,75. Il costo stimato è di L. 75.000.

#### Nota
Sempre quando è possibile, e le condizioni del terreno lo consentano, si ricorrerà ad osservatori di circostanza, non alla prova dei tiri, con solo ricovero per il personale. Quando invece vengano adottati gli osservatori alla prova, sopra descritti, potrà convenire di tenere l'osservatorio con gli annessi locali disgiunto dal ricovero, soluzione più sicura, in certi casi, perché un colpo che imbocchi l'osservatorio non abbia a fare danno al personale a riposo.